# Saison WNBA 2016
Navigation
Saison 2015 Saison 2017
La saison WNBA 2016 est la vingtième saison de la Women's National Basketball Association (WNBA).

## Principaux événements
Le championnat est interrompu le temps du tournoi olympique :
- 23-24 avril : ouverture des camps d'entraînement
- 29 avril : début des matches de pré-saison
- 23 juillet : interruption pour les Jeux olympiques
- 24 août : fin de la trêve olympique
- 26 août : reprise du championnat
- 18 septembre : fin de la saison régulière[1].

### Draft
La Draft WNBA 2016 se tient le 14 avril 2016 pour la troisième année consécutive à la Mohegan Sun Arena d'Uncasville (Connecticut) avec une diffusion en direct du premier tour sur ESPN2. Breanna Stewart est retenue comme premier choix.

### Calendrier
Le tournoi olympique se tenant du 5 au 21 août 2016, la ligue interrompt ses matches du 23 juillet au 25 août. Pendant ce temps, les franchises et joueuses non-sélectionnées se consacreront à des activités de promotion du basket-ball. La saison régulière reprend du 26 août au 18 septembre avant le début des play-offs en 21 septembre.
Les joueuses et la ligue amendent au début de saison la convention collective de la WNBA ratifiée en 2014 pour supprimer les amendes pour les joueuses disputant les compétitions internationales à l'étranger moyennant un délai de prévenance. Les amendes se montaient l'an passé à 1 % à 2,5 % par rencontre manquée alors que la rémunération était déjà suspendue.
ESPN télédiffuse 32 rencontres de saison régulière programmant au moins trois fois chaque franchise, ainsi que toutes les rencontres de playoffs. Accessible sur internet seulement, ESPN3 diffuse également 18 rencontres.
Historiquement engagée sur les questions d'égalité, la WNBA défile en char conjointement avec la NBA à la New York City Pride Parade, qui prend une résonance particulière après la fusillade homophobe du 12 juin à Orlando. Pour cette première dans les ligues sportives professionnelles américaines, la présidente de la WNBA Lisa Borders et le commissaire NBA Adam Silver sont présents.

## Compétition

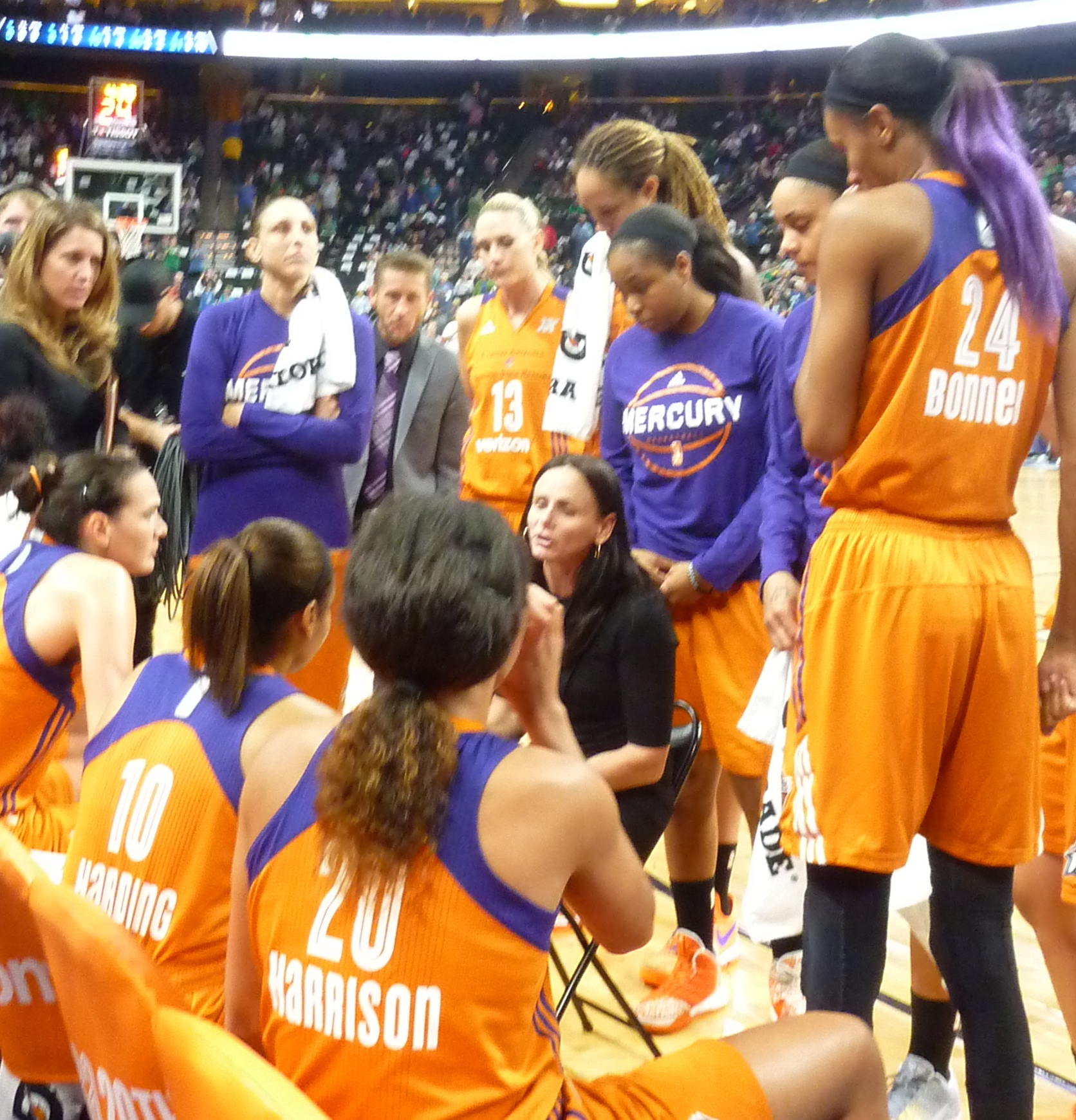
Un temps mort du Mercury avec Diana Taurasi.

Cette saison voit le retour de stars absentes en 2015 comme Diana Taurasi. Mais elle est aussi la dernière de stars comme Tamika Catchings, Penny Taylor, Swin Cash, Lauren Jackson (blessée depuis 2014) et DeLisha Milton-Jones.
Entraîneur en WNBA depuis 15 ans, l'ancien joueur NBA Bill Laimbeer déclare que « les ligues [européennes] ne sont pas en concurrence [avec la WNBA]. Nos calendriers sont différents et les joueuses peuvent cumuler les deux championnats sans problème. La WNBA ne souffre d’aucun problème attractivité. Je peux vous garantir que si vous demandez aux gamines qui jouent au basket quel est leur rêve, elles vous diront de jouer en WNBA, de passer à la télé et de pouvoir briller devant leurs familles et amis. La question de l’argent est importante, c’est sûr, mais pas fondamentale ». Champion NBA en 2015 avec les Warriors de Golden State, Draymond Green déclare préférer regarder la WNBA à la NBA : « En NBA, il y a toujours quelqu'un qui est là qui est là uniquement parce qu'il sait sauter. Il n'a aucune notion des fondamentaux. J'apprends plus de la WNBA. Elles savent dribbler, comment pivoter, comment feinter ».
En complément des traditionnelles statistiques, la WNBA publie sur son site pour chaque rencontre des statistiques avancées comme le « player impact estimate (PIE), effective field goal percentage (eFG%), true shooting percentage (TS%), defensive rating (DefRtg) usage percentage (USG%), assist to turnover ratio (AST/TO) » et annonce la mise à disposition des statistiques de chaque rencontre disputée depuis 2007 et à terme depuis la fondation de la ligue.
La WNBA accueille (1 561 530 spectateurs) son nombre le plus élevé depuis 2011 (7 655 spectateurs de moyenne, soit +4,6 % par rapport à 2015). Le Sky et le Fever établissent de nouveaux records pour la franchise avec la plus forte moyenne historique à Chicago (7 009) avec un pic à 16 444 supporters le 13 juillet contre les Sparks de Los Angeles. Pour la dernière saison de sa figure emblématique Tamika Catchings, le Fever établit sa meilleure moyenne (8 575) depuis 2001 avec la seconde meilleure affluence historique de la franchise en rassemblant 17 704 spectaeurs pour la dernière rencontre de la saison régulière. De même, le Mercury de Phoenix obtient sa meilleure affluence moyenne (10 351) depuis la saison WNBA 1999. L'audience télévisée combinée d'ESPN et d'ESPN2 croit de 11 % (224 000 contre 202 000) et une croissance de 24 % des WNBA League Pass pour suivre les rencontres sur internet. Les ventes en boutique progressent elle de 30 %. La première manche des Finales WNBA diffusée sur ABC obtient la meilleure audience depuis 2010 (0,5 % de part de marché) en hausse de 25 % sur la saison précédente.

### Saison régulière
Elle se déroule du 14 mai au 18 septembre 2016. ESPN annonce que la rencontre inaugurale de la saison opposant le Lynx au Mercury obtient la meilleure audience (hors celles sur ABC) depuis 2011.
Brittney Griner (Mercury de Phoenix) réussit le sixième triple-double de l'histoire de la WNBA face au Dream d'Atlanta le 3 juillet 2016 avec 27 points, 10 rebonds et 10 contres.
Mi-juillet, la moyenne de points de la ligue se situe à 82,2 points par rencontre contre 75,1 points la saison passée, effet partiellement expliqué par la règle remettant l'horloge à 14 secondes au lieu de 24 sur un rebond offensif. Le rating offensif qui se situait à 100,0 est passé à 104,6 avec une adresse passée de 42,5 % (dont 32,5 % à trois points) à 44,1 % aux tirs (et 33,2 % à trois points) malgré un pace passé de 74,5 à 76,9. Le jeu s'est accéléré avec un recours plus important au jeu de transition. Des styles de jeu changent comme Tina Charles qui fait pour la première fois un usage significatif du tir à trois points. Nneka Ogwumike obtient un true shooting percentage de 75,5 % et Erlana Larkins 70,7 % alors que personne n'avait encore atteint 70 % dans cette statistique. Pour Ogwumike, cette ligue plus offensive traduit l'arrivée ces dernières années d'une nouvelle génération maitrisant ales fondamentaux et d'une plus grande finesse athlétique.
La saison est interrompue le 22 juillet pour cause de trêve olympique. Vingt-deux joueuses actives de WNBA participent aux Jeux de Rio : douze avec les États-Unis, deux avec l'Australie (Penny Taylor et Erin Phillips), une avec la Biélorussie (Lindsey Harding), deux avec le Brésil (Érika de Souza et Clarissa dos Santos), une avec le Canada (Natalie Achonwa), une avec le Japon (Ramu Tokashiki), deux avec la Serbie (Ana Dabović et Sonja Petrović) et une avec l'Espagne (Astou Ndour). La WNBA fait état à cette période de la saison d'un quintuplement des vidéos partagées sur les réseaux sociaux (24 millions de vues), d'une augmentation de 20 % des WNBA League Pass, alors qu'ESPN fait état d'une progression des audiences de 23 %.

#### Engagement public des joueuses
La saison 2016 est marquée par l'engagement citoyen de plusieurs joueuses après la mort de plusieurs personnes noires tuées par la Police. Après la fusillade à Dallas qui cause la mort de cinq policiers, consécutive à deux homicides de personnes noires par des policiers blancs début juillet, les quatre sélectionnées olympiques du Lynx du Minnesota (Lindsay Whalen, Maya Moore, Rebekkah Brunson et Sylvia Fowles) tiennent à Dallas une conférence de presse avant la rencontre les opposant aux Wings de Dallas et portent un tee-shirt noir sur lequel est inscrit notamment « Change starts with us. Justice & Accountability. Black Lives Matter ». Les équipes du Fever de l'Indiana, du Liberty de New York et du Mercury de Phoenix et leurs joueuses arborant des tee-shirts noirs à l'échauffement, la WNBA condamne les franchises à des amendes de 5 000 dollars et les joueuses à 500 dollars pour ne pas avoir porté le matériel du sponsor officiel. Cette décision est critiquée par le joueur NBA Carmelo Anthony et plusieurs joueuses comme Tina Charles, Tamika Catchings, Mistie Bass et Briann January. Après la rencontre opposant le Liberty au Fever, Tina Charles et les joueuses annoncent un boycott des questions sportives aux conférences de presse d'après-match et vouloir étudier des actions collectives à l'occasion des jeux olympiques. Le coach de l'équipe nationale américaine Geno Auriemma leur exprime son soutien : « Je respecte Tina et les joueuses de WNBA pour leur implication, leur prises de parole (...) Je suis fier de mes anciennes joueuses et de la façon dont elles se sont engagées en conscience pour exprimer leur sentiment ». Le syndicat des joueuses se dit très déçu de ce choix de la ligue. Alors que la NBA vient de boycotter la ville de Charlotte pour le NBA All-Star Game 2017 afin de protester contre la loi HB2 de l’État de Caroline du Nord, les sanctions de la WNBA suscitent une vague d’incompréhension relayée notamment par le hashtag #WeWillNotBeSilenced. Dès le 23 juillet, la présidente de la WNBA Lisa Borders annonce l'annulation des sanctions : « Chacun de nous, au sein de la WNBA, avons le plus grand respect pour la liberté d’expression des joueuses sur des sujets qui leur importent. Si nous attendons d’elles qu’elles respectent les règles de la ligue et sa ligne directrice en termes d’uniforme, nous comprenons leur désir d’utiliser leur voix pour discuter de questions sociétales importantes. Puisque la ligue fait une pause jusqu’au 26 août pour les Jeux Olympiques, nous projetons d’utiliser ce temps pour travailler avec nos joueuses et leur syndicat sur des moyens de partager leurs opinions auprès des fans et du public et nous les avons informées que nous annulons les amendes récemment imposées. »
Le début des play-offs coïncide précède de peu de nouveaux faits impliquant des citoyens noirs tués par des forces de police sans raison identifiée, dont Terence Crutcher, un homme de 40 ans abattu par la police à Tulsa lors du contrôle routier alors qu’il avait les mains en l’air. Lors de la rencontre du premier tour des play-offs opposant Indiana à Phoenix, l'ensemble de l’équipe du Fever ainsi que deux joueuses de Phoenix (Mistie Bass et Kelsey Bone) pose un genou à terre au moment de l'hymne américain, faisant de fait écho au geste effectué quelques semaines plus tôt par le quarterback des 49ers de San Francisco Colin Kaepernick. La coach d’Indiana Stephanie White apporte son soutien à ses joueuses. Si elle n'a pas participé à ce geste, Diana Taurasi exprime son soutien aux revendications : « Que soyez agenouillée ou debout, nous sommes toutes opposées à l'injustice, aux discrimnations et fait d'être tués ». La présidente de la WNBA Lisa Borders publie un communiqué soutenant le mouvement des joueuses que Marissa Coleman explique ainsi : « Nous étions unanimes pour agir ensemble. Nous avons une plate-forme et je pense que ce serait une erreur de ne pas l'utiliser. C'était plus important que le basket-ball. Aussi important que soit le jeu, il n'y a pas que cela. »

#### Classements

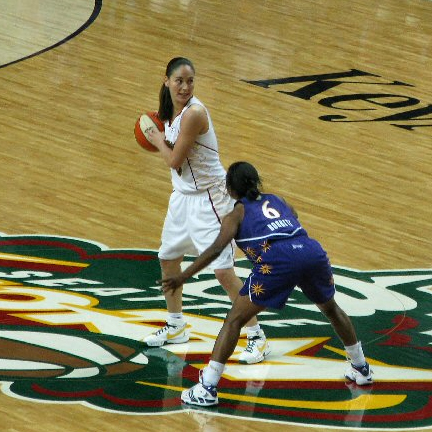
Sue Bird et le Storm font leur retour en play-offs.

V = victoires, D = défaites, PCT = pourcentage de victoires, GB = retard (en nombre de matchs).
| Équipe                | (E/O) | V  | D  | PCT.   | GB | Conférence | Domicile | Extérieur |
| --------------------- | ----- | -- | -- | ------ | -- | ---------- | -------- | --------- |
| Lynx du Minnesota     | Ouest | 28 | 6  | 82,4 % | -  | 15-1       | 15-2     | 13-4      |
| Sparks de Los Angeles | Ouest | 26 | 8  | 76,5 % | 2  | 11-5       | 14-3     | 12-5      |
| Liberty de New York   | Est   | 21 | 13 | 61,8 % | 7  | 11-5       | 10-7     | 11-6      |
| Sky de Chicago        | Est   | 18 | 16 | 52,9 % | 10 | 8-8        | 11-6     | 7-10      |
| Fever de l'Indiana    | Est   | 17 | 17 | 50,0 % | 11 | 8-8        | 8-9      | 9-8       |
| Dream d'Atlanta       | Est   | 17 | 17 | 50,0 % | 11 | 9-7        | 11-6     | 6-11      |
| Storm de Seattle      | Ouest | 16 | 18 | 47,1 % | 12 | 7-9        | 10-7     | 6-11      |
| Mercury de Phoenix    | Ouest | 16 | 18 | 47,1 % | 12 | 6-10       | 11-6     | 5-12      |
| Sun du Connecticut    | Est   | 14 | 20 | 41,2 % | 14 | 4-12       | 8-9      | 6-11      |
| Mystics de Washington | Est   | 13 | 21 | 38,2 % | 15 | 8-8        | 6-11     | 8-9       |
| Wings de Dallas       | Ouest | 11 | 23 | 32,4 % | 17 | 8-8        | 6-11     | 5-12      |
| Stars de San Antonio  | Ouest | 7  | 27 | 20,6 % | 21 | 1-15       | 4-13     | 3-14      |

| Qualifié pour les playoffs |

Avec la réforme des play-offs intervenue à partir de la saison 2016, le classement final est ordonné sans distinction de conférence.

### Playoffs

#### Tableau récapitulatif
|  | Premier tour (1 match) | Premier tour (1 match) | Premier tour (1 match) |                    |     | Deuxième tour (1 match) | Deuxième tour (1 match) | Deuxième tour (1 match) |   |  | Demi-finales (série au meilleur des 5 matchs) | Demi-finales (série au meilleur des 5 matchs) | Demi-finales (série au meilleur des 5 matchs) |   |  | Finales (série au meilleur des 5 matchs) | Finales (série au meilleur des 5 matchs) | Finales (série au meilleur des 5 matchs) |
|  |                        |                        |                        |                    |     |                         |                         |                         |   |  |                                               |                                               |                                               |   |  |                                          |                                          |                                          |
|  | 6                      | Dream d'Atlanta        | 94                     |                    |     |                         |                         |                         |   |  |                                               |                                               |                                               |   |  |                                          |                                          |                                          |
|  | 7                      | Storm de Seattle       | 85                     |                    |     |                         |                         |                         |   |  |                                               |                                               |                                               |   |  |                                          |                                          |                                          |
|  | 7                      | Storm de Seattle       | 85                     |                    | 6   | Dream d'Atlanta         | 98                      |                         |   |  |                                               |                                               |                                               |   |  |                                          |                                          |                                          |
|  |                        |                        |                        |                    | 6   | Dream d'Atlanta         | 98                      |                         |   |  |                                               |                                               |                                               |   |  |                                          |                                          |                                          |
|  |                        |                        | 4                      | Sky de Chicago     | 108 |                         |                         |                         |   |  |                                               |                                               |                                               |   |  |                                          |                                          |                                          |
|  |                        |                        | 4                      | Sky de Chicago     | 108 |                         |                         |                         |   |  |                                               |                                               |                                               |   |  |                                          |                                          |                                          |
|  |                        |                        |                        |                    |     |                         |                         |                         |   |  |                                               |                                               |                                               |   |  |                                          |                                          |                                          |
|  |                        |                        |                        |                    |     |                         |                         |                         |   |  |                                               |                                               |                                               |   |  |                                          |                                          |                                          |
|  |                        |                        |                        |                    |     |                         | 4                       | Sky de Chicago          | 1 |  |                                               |                                               |                                               |   |  |                                          |                                          |                                          |
|  |                        |                        |                        |                    |     |                         |                         |                         | 1 |  |                                               |                                               |                                               |   |  |                                          |                                          |                                          |
|  |                        | 2                      | Sparks de Los Angeles  | 3                  |     |                         |                         |                         |   |  |                                               |                                               |                                               |   |  |                                          |                                          |                                          |
|  |                        | 2                      | Sparks de Los Angeles  | 3                  |     |                         |                         |                         |   |  |                                               |                                               |                                               |   |  |                                          |                                          |                                          |
|  |                        |                        |                        |                    |     |                         |                         |                         |   |  |                                               |                                               |                                               |   |  |                                          |                                          |                                          |
|  |                        |                        |                        |                    |     |                         |                         |                         |   |  |                                               |                                               |                                               |   |  |                                          |                                          |                                          |
|  |                        |                        |                        |                    |     |                         |                         |                         |   |  |                                               |                                               |                                               |   |  |                                          |                                          |                                          |
|  |                        |                        |                        |                    |     |                         |                         |                         |   |  |                                               |                                               |                                               |   |  |                                          |                                          |                                          |
|  |                        |                        |                        |                    |     |                         |                         |                         |   |  |                                               |                                               |                                               |   |  |                                          |                                          |                                          |
|  |                        |                        |                        |                    |     |                         |                         |                         |   |  |                                               |                                               |                                               |   |  |                                          |                                          |                                          |
|  |                        |                        |                        |                    |     |                         |                         |                         |   |  |                                               |                                               |                                               |   |  |                                          |                                          |                                          |
|  |                        |                        |                        |                    |     |                         |                         |                         |   |  |                                               |                                               |                                               |   |  |                                          |                                          |                                          |
|  |                        |                        |                        |                    |     |                         |                         |                         |   |  |                                               | 2                                             | Sparks de Los Angeles                         | 3 |  |                                          |                                          |                                          |
|  |                        |                        |                        |                    |     |                         |                         |                         |   |  |                                               |                                               |                                               |   |  |                                          |                                          |                                          |
|  |                        | 1                      | Lynx du Minnesota      | 2                  |     |                         |                         |                         |   |  |                                               |                                               |                                               |   |  |                                          |                                          |                                          |
|  |                        | 1                      | Lynx du Minnesota      | 2                  |     |                         |                         |                         |   |  |                                               |                                               |                                               |   |  |                                          |                                          |                                          |
|  |                        |                        |                        |                    |     |                         |                         |                         |   |  |                                               |                                               |                                               |   |  |                                          |                                          |                                          |
|  |                        |                        |                        |                    |     |                         |                         |                         |   |  |                                               |                                               |                                               |   |  |                                          |                                          |                                          |
|  |                        |                        |                        |                    |     |                         |                         |                         |   |  |                                               |                                               |                                               |   |  |                                          |                                          |                                          |
|  |                        |                        |                        |                    |     |                         |                         |                         |   |  |                                               |                                               |                                               |   |  |                                          |                                          |                                          |
|  |                        |                        |                        |                    |     |                         |                         |                         |   |  |                                               |                                               |                                               |   |  |                                          |                                          |                                          |
|  |                        |                        |                        |                    |     |                         |                         |                         |   |  |                                               |                                               |                                               |   |  |                                          |                                          |                                          |
|  |                        |                        |                        |                    |     |                         |                         |                         |   |  |                                               |                                               |                                               |   |  |                                          |                                          |                                          |
|  |                        |                        |                        |                    |     |                         |                         |                         |   |  |                                               |                                               |                                               |   |  |                                          |                                          |                                          |
|  |                        |                        |                        |                    |     |                         | 1                       | Lynx du Minnesota       | 3 |  |                                               |                                               |                                               |   |  |                                          |                                          |                                          |
|  |                        |                        |                        |                    |     |                         |                         |                         | 3 |  |                                               |                                               |                                               |   |  |                                          |                                          |                                          |
|  |                        | 8                      | Mercury de Phoenix     | 0                  |     |                         |                         |                         |   |  |                                               |                                               |                                               |   |  |                                          |                                          |                                          |
|  |                        | 8                      | Mercury de Phoenix     | 0                  |     |                         |                         |                         |   |  |                                               |                                               |                                               |   |  |                                          |                                          |                                          |
|  |                        |                        |                        |                    |     |                         |                         |                         |   |  |                                               |                                               |                                               |   |  |                                          |                                          |                                          |
|  |                        |                        |                        |                    |     |                         |                         |                         |   |  |                                               |                                               |                                               |   |  |                                          |                                          |                                          |
|  |                        | 3                      | Liberty de New York    | 94                 |     |                         |                         |                         |   |  |                                               |                                               |                                               |   |  |                                          |                                          |                                          |
|  |                        |                        |                        | 94                 |     |                         |                         |                         |   |  |                                               |                                               |                                               |   |  |                                          |                                          |                                          |
|  |                        |                        | 8                      | Mercury de Phoenix | 101 |                         |                         |                         |   |  |                                               |                                               |                                               |   |  |                                          |                                          |                                          |
|  | 5                      | Fever de l'Indiana     | 8                      | Mercury de Phoenix | 101 | 78                      |                         |                         |   |  |                                               |                                               |                                               |   |  |                                          |                                          |                                          |
|  | 5                      | Fever de l'Indiana     |                        |                    |     | 78                      |                         |                         |   |  |                                               |                                               |                                               |   |  |                                          |                                          |                                          |
|  | 8                      | Mercury de Phoenix     | 89                     |                    |     |                         |                         |                         |   |  |                                               |                                               |                                               |   |  |                                          |                                          |                                          |

#### Premier tour
| 21 septembre 2016 | Feuille de match | Fever de l'Indiana                                      | 78-89                    | Mercury de Phoenix           |  | Bankers Life Fieldhouse, Indianapolis Affluence : 6 282 Arbitres : #30 Tom Nunez, #21 Byron Jarrett, #34 Maj Forsberg |
| 21 septembre 2016 | Feuille de match | Score par quart-temps : 18-18, 20-17, 19-24, 21-30      |                          |                              |  | Bankers Life Fieldhouse, Indianapolis Affluence : 6 282 Arbitres : #30 Tom Nunez, #21 Byron Jarrett, #34 Maj Forsberg |
| 21 septembre 2016 | Feuille de match | Score par mi-temps : 38-35, 40-54                       |                          |                              |  | Bankers Life Fieldhouse, Indianapolis Affluence : 6 282 Arbitres : #30 Tom Nunez, #21 Byron Jarrett, #34 Maj Forsberg |
| 21 septembre 2016 | Feuille de match | Coleman, Catchings 13 Catchings 10 January 9            | Points Rebonds Passes d. | Taurasi 20 Griner 9 Taylor 4 |  | Bankers Life Fieldhouse, Indianapolis Affluence : 6 282 Arbitres : #30 Tom Nunez, #21 Byron Jarrett, #34 Maj Forsberg |
| 21 septembre 2016 | Feuille de match | Le Mercury de Phoenix est qualifié pour le second tour. |                          |                              |  | Bankers Life Fieldhouse, Indianapolis Affluence : 6 282 Arbitres : #30 Tom Nunez, #21 Byron Jarrett, #34 Maj Forsberg |

Ce match d'ouverture des play-offs est marqué par le fait que toutes les joueuses d'Indiana et deux de Phoenix mettent un genou à terre pendant l'hymne américain et par le fait que cette rencontre soit devenue la dernière de la légende WNBA Tamika Catchings. Avant la rencontre, elle se voit décerner pour la troisième fois le Trophée Kim Perrot de la sportivité. Briann January réussit un lay-up reversé pour remettre Indiana 77 à 72 puis provoque une faute offensive de Diana Taurasi (20 points). Erlana Larkins conclut un 10-1 du Fever qui les rapproche du Mercury 77 à 74. Mais Phoenix inscrit un 6-1 avec des lancers francs de Taurasi, Penny Taylor et DeWanna Bonner (18 points dont 11 dans le dernier quart temps) pour l'emporter 83 à 75. Brittney Griner réussit 18 points, 9 rebonds et 3 contres pour Phoenix. Côté Fever, Catchings et Marissa Coleman inscrivent chacune 13 points, les trois autres membres du cinq de départ inscrivant toutes au moins 10 points. Avec deux lancers francs réussis, Shenise Johnson égale le record de la franchise établi par Tiffany Mitchell avec 42 réussites consécutives. Lors du deuxième quart temps, Diana Taurasi réussite son 113e panier primé, brisant ainsi le record de paniers à trois points en play-offs détenu précédemment par Becky Hammon.
| 21 septembre 2016 | Feuille de match | Dream d'Atlanta                                      | 94-85                    | Storm de Seattle                    |  | McCamish Pavilion, Atlanta Affluence : 2 553 Arbitres : #55 Eric Brewton, #31 Amy Bonner, #62 Jeff Wooten |
| 21 septembre 2016 | Feuille de match | Score par quart-temps : 19-18, 18-27, 29-21, 28-19   |                          |                                     |  | McCamish Pavilion, Atlanta Affluence : 2 553 Arbitres : #55 Eric Brewton, #31 Amy Bonner, #62 Jeff Wooten |
| 21 septembre 2016 | Feuille de match | Score par mi-temps : 37-45, 57-40                    |                          |                                     |  | McCamish Pavilion, Atlanta Affluence : 2 553 Arbitres : #55 Eric Brewton, #31 Amy Bonner, #62 Jeff Wooten |
| 21 septembre 2016 | Feuille de match | McCoughtry 37 Williams 16 McCoughtry, Clarendon 7    | Points Rebonds Passes d. | Loyd 24 Langhorne, Stewart 7 Bird 7 |  | McCamish Pavilion, Atlanta Affluence : 2 553 Arbitres : #55 Eric Brewton, #31 Amy Bonner, #62 Jeff Wooten |
| 21 septembre 2016 | Feuille de match | Le Dream d'Atlanta est qualifié pour le second tour. |                          |                                     |  | McCamish Pavilion, Atlanta Affluence : 2 553 Arbitres : #55 Eric Brewton, #31 Amy Bonner, #62 Jeff Wooten |

#### Deuxième tour
| 24 septembre 2016 | Feuille de match | Liberty de New York                                      | 94-101                   | Mercury de Phoenix                    |  | Madison Square Garden, New York Affluence : 10 227 Arbitres : #39 Michael Price, #53 Jeff Smith, #45 Tom Mauer, #41 Cheryl Flores |
| 24 septembre 2016 | Feuille de match | Score par quart-temps : 25-25, 16-27, 26-16, 27-33       |                          |                                       |  | Madison Square Garden, New York Affluence : 10 227 Arbitres : #39 Michael Price, #53 Jeff Smith, #45 Tom Mauer, #41 Cheryl Flores |
| 24 septembre 2016 | Feuille de match | Score par mi-temps : 41-52, 43-49                        |                          |                                       |  | Madison Square Garden, New York Affluence : 10 227 Arbitres : #39 Michael Price, #53 Jeff Smith, #45 Tom Mauer, #41 Cheryl Flores |
| 24 septembre 2016 | Feuille de match | Wright 21 Charles 9 Charles, Wright 5                    | Points Rebonds Passes d. | Taurasi 30 Griner 10 Taylor, Griner 5 |  | Madison Square Garden, New York Affluence : 10 227 Arbitres : #39 Michael Price, #53 Jeff Smith, #45 Tom Mauer, #41 Cheryl Flores |
| 24 septembre 2016 | Feuille de match | Le Mercury de Phoenix est qualifié pour les demi-finales |                          |                                       |  | Madison Square Garden, New York Affluence : 10 227 Arbitres : #39 Michael Price, #53 Jeff Smith, #45 Tom Mauer, #41 Cheryl Flores |

| 25 septembre 2016 | Feuille de match | Sky de Chicago                                        | 108-98                   | Dream d'Atlanta                  |  | Allstate Arena, Chicago Affluence : 3 922 Arbitres : #42 Roy Gulbeyan, #4 Sue Blauch, #18 Kurt Walker |
| 25 septembre 2016 | Feuille de match | Score par quart-temps : 37-25, 19-25, 31-20, 21-28    |                          |                                  |  | Allstate Arena, Chicago Affluence : 3 922 Arbitres : #42 Roy Gulbeyan, #4 Sue Blauch, #18 Kurt Walker |
| 25 septembre 2016 | Feuille de match | Score par mi-temps : 56-50, 52-48                     |                          |                                  |  | Allstate Arena, Chicago Affluence : 3 922 Arbitres : #42 Roy Gulbeyan, #4 Sue Blauch, #18 Kurt Walker |
| 25 septembre 2016 | Feuille de match | Vandersloot 21 Breland 16 Vandersloot 13              | Points Rebonds Passes d. | Hayes 30 Williams 9 McCoughtry 9 |  | Allstate Arena, Chicago Affluence : 3 922 Arbitres : #42 Roy Gulbeyan, #4 Sue Blauch, #18 Kurt Walker |
| 25 septembre 2016 | Feuille de match | Le Sky de Chicago est qualifié pour les demi-finales. |                          |                                  |  | Allstate Arena, Chicago Affluence : 3 922 Arbitres : #42 Roy Gulbeyan, #4 Sue Blauch, #18 Kurt Walker |

#### Demi-finales
| 28 septembre 2016 | Feuille de match | Lynx du Minnesota                                  | 113-95                   | Mercury de Phoenix                    |  | Xcel Energy Center, Minneapolis Affluence : 9 013 Arbitres : #42 Roy Gulbeyan, #55 Eric Brewton, #25 Tiffany Bird |
| 28 septembre 2016 | Feuille de match | Score par quart-temps : 24-23, 31-15, 36-34, 22-23 |                          |                                       |  | Xcel Energy Center, Minneapolis Affluence : 9 013 Arbitres : #42 Roy Gulbeyan, #55 Eric Brewton, #25 Tiffany Bird |
| 28 septembre 2016 | Feuille de match | Score par mi-temps : 55-38, 58-57                  |                          |                                       |  | Xcel Energy Center, Minneapolis Affluence : 9 013 Arbitres : #42 Roy Gulbeyan, #55 Eric Brewton, #25 Tiffany Bird |
| 28 septembre 2016 | Feuille de match | Moore 31 Fowles 10 Augustus, Whalen 7              | Points Rebonds Passes d. | Taurasi 25 Taylor 5 Harding, Dupree 5 |  | Xcel Energy Center, Minneapolis Affluence : 9 013 Arbitres : #42 Roy Gulbeyan, #55 Eric Brewton, #25 Tiffany Bird |
| 28 septembre 2016 | Feuille de match | Le Lynx du Minnesota mène la série 1 à 0.          |                          |                                       |  | Xcel Energy Center, Minneapolis Affluence : 9 013 Arbitres : #42 Roy Gulbeyan, #55 Eric Brewton, #25 Tiffany Bird |

| 28 septembre 2016 | Feuille de match | Sparks de Los Angeles                              | 95-75                    | Sky de Chicago                      |  | Walter Pyramid at Long Beach State, Long Beach Affluence : 3 894 Arbitres : #39 Michael Price, #41 Cheryl Flores, #45 Tom Mauer |
| 28 septembre 2016 | Feuille de match | Score par quart-temps : 22-20, 30-15, 23-26, 20-14 |                          |                                     |  | Walter Pyramid at Long Beach State, Long Beach Affluence : 3 894 Arbitres : #39 Michael Price, #41 Cheryl Flores, #45 Tom Mauer |
| 28 septembre 2016 | Feuille de match | Score par mi-temps : 52-35, 43-40                  |                          |                                     |  | Walter Pyramid at Long Beach State, Long Beach Affluence : 3 894 Arbitres : #39 Michael Price, #41 Cheryl Flores, #45 Tom Mauer |
| 28 septembre 2016 | Feuille de match | Parker 30 Ogwumike 10 Ogwumike 6                   | Points Rebonds Passes d. | Faulkner 13 Breland 5 Vandersloot 5 |  | Walter Pyramid at Long Beach State, Long Beach Affluence : 3 894 Arbitres : #39 Michael Price, #41 Cheryl Flores, #45 Tom Mauer |
| 28 septembre 2016 | Feuille de match | Les Sparks de Los Angeles mènent la série 1 à 0.   |                          |                                     |  | Walter Pyramid at Long Beach State, Long Beach Affluence : 3 894 Arbitres : #39 Michael Price, #41 Cheryl Flores, #45 Tom Mauer |

Sous les yeux de la légende NBA et copropriétaire des Sparks Magic Johnson, la première rencontre de la série est disputée sur le campus de l'Université d'État de Californie à Long Beach, à 24 miles du centre de Los Angeles le Staples Center étant déjà réservé pour un match exhibition l'équipe de hockey des Kings de Los Angeles. Le duo de MVP Candace Parker (19 de ses 30 points en première mi-temps, et 9 rebonds) - Nneka Ogwumike (27 points et 10 rebonds), les Sparks s'imposent nettement 95 à 75 face à un Sky privé de la MVP 2015 Elena Delle Donne blessée à la main. La remplaçante Jamierra Faulkner inscrit 13 points, alors que Cappie Pondexter (12), Tamera Young (11) et Courtney Vandersloot (10) inscrivent toutes un score à deux chiffres. Le Sky résiste un quart-temps avant de céder dans le deuxième 30 à 15 et l'écart n'est plus jamais inférieur à 12 unités. Kristi Toliver réussit 3 de ses 7 paniers à trois points, étant la seule joueuse à avoir marqué au moins trois paniers à trois points dans ce chaque rencontre disputée lors de cette saison.
| 30 septembre 2016 | Feuille de match | Lynx du Minnesota                                  | 96-86                    | Mercury de Phoenix             |  | Xcel Energy Center, Minneapolis Affluence : 11 923 Arbitres : #21 Byron Jarrett, #53 Jeff Smith, #34 Maj Forsberg |
| 30 septembre 2016 | Feuille de match | Score par quart-temps : 35-24, 20-23, 22-18, 19-21 |                          |                                |  | Xcel Energy Center, Minneapolis Affluence : 11 923 Arbitres : #21 Byron Jarrett, #53 Jeff Smith, #34 Maj Forsberg |
| 30 septembre 2016 | Feuille de match | Score par mi-temps : 55-47, 41-39                  |                          |                                |  | Xcel Energy Center, Minneapolis Affluence : 11 923 Arbitres : #21 Byron Jarrett, #53 Jeff Smith, #34 Maj Forsberg |
| 30 septembre 2016 | Feuille de match | Moore 26 Brunson 11 Moore 5                        | Points Rebonds Passes d. | Taurasi 31 Harrison 9 Taylor 5 |  | Xcel Energy Center, Minneapolis Affluence : 11 923 Arbitres : #21 Byron Jarrett, #53 Jeff Smith, #34 Maj Forsberg |
| 30 septembre 2016 | Feuille de match | Le Lynx du Minnesota mène la série 2 à 0.          |                          |                                |  | Xcel Energy Center, Minneapolis Affluence : 11 923 Arbitres : #21 Byron Jarrett, #53 Jeff Smith, #34 Maj Forsberg |

| 30 septembre 2016 | Feuille de match | Sparks de Los Angeles                              | 99-84                    | Sky de Chicago                  |  | Staples Center, Los Angeles Affluence : 7 855 Arbitres : #55 Eric Brewton, #31 Amy Bonner, #7 Billy Smith |
| 30 septembre 2016 | Feuille de match | Score par quart-temps : 28-27, 29-15, 21-17, 21-25 |                          |                                 |  | Staples Center, Los Angeles Affluence : 7 855 Arbitres : #55 Eric Brewton, #31 Amy Bonner, #7 Billy Smith |
| 30 septembre 2016 | Feuille de match | Score par mi-temps : 57-42, 42-42                  |                          |                                 |  | Staples Center, Los Angeles Affluence : 7 855 Arbitres : #55 Eric Brewton, #31 Amy Bonner, #7 Billy Smith |
| 30 septembre 2016 | Feuille de match | Parker, Lavender 20 Parker 12 Parker 8             | Points Rebonds Passes d. | Clarissa 15 Breland 9 Quigley 5 |  | Staples Center, Los Angeles Affluence : 7 855 Arbitres : #55 Eric Brewton, #31 Amy Bonner, #7 Billy Smith |
| 30 septembre 2016 | Feuille de match | Les Sparks de Los Angeles mènent la série 2 à 0.   |                          |                                 |  | Staples Center, Los Angeles Affluence : 7 855 Arbitres : #55 Eric Brewton, #31 Amy Bonner, #7 Billy Smith |

| 2 octobre 2016 | Feuille de match | Mercury de Phoenix                                 | 67-82                    | Lynx du Minnesota           |  | US Airways Center, Phoenix Affluence : 9 631 Arbitres : #4 Sue Blauch, #18 Kurt Walker, #39 Michael Price |
| 2 octobre 2016 | Feuille de match | Score par quart-temps : 23-18, 15-21, 15-26, 14-17 |                          |                             |  | US Airways Center, Phoenix Affluence : 9 631 Arbitres : #4 Sue Blauch, #18 Kurt Walker, #39 Michael Price |
| 2 octobre 2016 | Feuille de match | Score par mi-temps : 38-39, 29-43                  |                          |                             |  | US Airways Center, Phoenix Affluence : 9 631 Arbitres : #4 Sue Blauch, #18 Kurt Walker, #39 Michael Price |
| 2 octobre 2016 | Feuille de match | Taurasi, Bonner 12 Griner, Harrison 7 Xargay 5     | Points Rebonds Passes d. | Moore 20 Brunson 9 Whalen 5 |  | US Airways Center, Phoenix Affluence : 9 631 Arbitres : #4 Sue Blauch, #18 Kurt Walker, #39 Michael Price |
| 2 octobre 2016 | Feuille de match | Le Lynx du Minnesota remporte la série 3 à 0.      |                          |                             |  | US Airways Center, Phoenix Affluence : 9 631 Arbitres : #4 Sue Blauch, #18 Kurt Walker, #39 Michael Price |

Lors de cette troisième victoire décisive 82 à 67, le banc du Lynx se montre décisif avec 29 points, 10 rebonds et sept passes décisives, dont 17 points de Natasha Howard avec 8 tirs réussis sur 11 pour contribuer à l’élimination du Mercury de Phoenix.
| 2 octobre 2016 | Feuille de match | Sky de Chicago                                    | 70-66                    | Sparks de Los Angeles          |  | Allstate Arena, Chicago Affluence : 5 018 Arbitres : #34 Maj Forsberg, #30 Tom Nunez, #62 Jeff Wooten |
| 2 octobre 2016 | Feuille de match | Score par quart-temps : 14-23, 16-16, 19-8, 21-19 |                          |                                |  | Allstate Arena, Chicago Affluence : 5 018 Arbitres : #34 Maj Forsberg, #30 Tom Nunez, #62 Jeff Wooten |
| 2 octobre 2016 | Feuille de match | Score par mi-temps : 30-39, 40-27                 |                          |                                |  | Allstate Arena, Chicago Affluence : 5 018 Arbitres : #34 Maj Forsberg, #30 Tom Nunez, #62 Jeff Wooten |
| 2 octobre 2016 | Feuille de match | Vandersloot 17 Boyette 11 Faulkner, Vandersloot 5 | Points Rebonds Passes d. | Ogwumike 22 Parker 15 Parker 6 |  | Allstate Arena, Chicago Affluence : 5 018 Arbitres : #34 Maj Forsberg, #30 Tom Nunez, #62 Jeff Wooten |
| 2 octobre 2016 | Feuille de match | Les Sparks de Los Angeles mènent la série 2 à 1.  |                          |                                |  | Allstate Arena, Chicago Affluence : 5 018 Arbitres : #34 Maj Forsberg, #30 Tom Nunez, #62 Jeff Wooten |

| 4 octobre 2016 | Feuille de match | Sky de Chicago                                       | 75-95                    | Sparks de Los Angeles       |  | Allstate Arena, Chicago Affluence : 3 841 Arbitres : #4 Sue Blauch, #25 Tiffany Bird, #42 Roy Gulbeyan |
| 4 octobre 2016 | Feuille de match | Score par quart-temps : 11-23, 20-32, 28-14, 16-26   |                          |                             |  | Allstate Arena, Chicago Affluence : 3 841 Arbitres : #4 Sue Blauch, #25 Tiffany Bird, #42 Roy Gulbeyan |
| 4 octobre 2016 | Feuille de match | Score par mi-temps : 31-55, 44-40                    |                          |                             |  | Allstate Arena, Chicago Affluence : 3 841 Arbitres : #4 Sue Blauch, #25 Tiffany Bird, #42 Roy Gulbeyan |
| 4 octobre 2016 | Feuille de match | Pondexter 19 Boyette 10 Young 6                      | Points Rebonds Passes d. | Parker 29 Ogwumike 9 Gray 7 |  | Allstate Arena, Chicago Affluence : 3 841 Arbitres : #4 Sue Blauch, #25 Tiffany Bird, #42 Roy Gulbeyan |
| 4 octobre 2016 | Feuille de match | Les Sparks de Los Angeles remportent la série 3 à 1. |                          |                             |  | Allstate Arena, Chicago Affluence : 3 841 Arbitres : #4 Sue Blauch, #25 Tiffany Bird, #42 Roy Gulbeyan |

Pour le Sky toujours privé de la MVP 2015 Elena Delle Donne blessée à la main, Cappie Pondexter inscrit 19 points, la rookie Imani Boyette 15 et Clarissa dos Santos 14, alors que Candace Parker réussit elle 29 points (avec 6 sur 10 aux tirs et 14 sur 15 aux lancers francs) pour battre le Sky 95 à 75 et accéder aux Finales WNBA, ses premières : « Cela a été un long voyage [mais] nous n'avons encore rien fait. Nous n'avons pas atteint notre » avant de défier le Lynx.

#### Finales WNBA
En début de saison, le nouveau format des play-offs permettant d'opposer deux équipes de la même conférence lors des Finales WNBA laissait présager un affrontement entre le Lynx et... le Mercury, mais ce sont le Lynx et les Sparks qui s'y retrouvent après avoir tous deux établi les meilleurs départs historiques d'une saison WNBA avec respectivement 12 et 11 victoires consécutives.
| 9 octobre 2016 | Feuille de match | Lynx du Minnesota                                  | 76-78                    | Sparks de Los Angeles                          |  | Target Center, Minneapolis Affluence : 12 113 Arbitres : #34 Maj Forsberg, #62 Jeff Wooten, #30 Tom Nunez | ABC |
| 9 octobre 2016 | Feuille de match | Score par quart-temps : 18-21, 18-13, 24-22, 16-22 |                          |                                                |  | Target Center, Minneapolis Affluence : 12 113 Arbitres : #34 Maj Forsberg, #62 Jeff Wooten, #30 Tom Nunez | ABC |
| 9 octobre 2016 | Feuille de match | Score par mi-temps : 36-34, 40-44                  |                          |                                                |  | Target Center, Minneapolis Affluence : 12 113 Arbitres : #34 Maj Forsberg, #62 Jeff Wooten, #30 Tom Nunez | ABC |
| 9 octobre 2016 | Feuille de match | Fowles, Whalen, Moore 18 Fowles 13 Whalen 6        | Points Rebonds Passes d. | Ogwumike, Toliver 19 Parker, Ogwumike 9 Gray 4 |  | Target Center, Minneapolis Affluence : 12 113 Arbitres : #34 Maj Forsberg, #62 Jeff Wooten, #30 Tom Nunez | ABC |
| 9 octobre 2016 | Feuille de match | Les Sparks de Los Angeles mènent la série 1 à 0.   |                          |                                                |  | Target Center, Minneapolis Affluence : 12 113 Arbitres : #34 Maj Forsberg, #62 Jeff Wooten, #30 Tom Nunez | ABC |

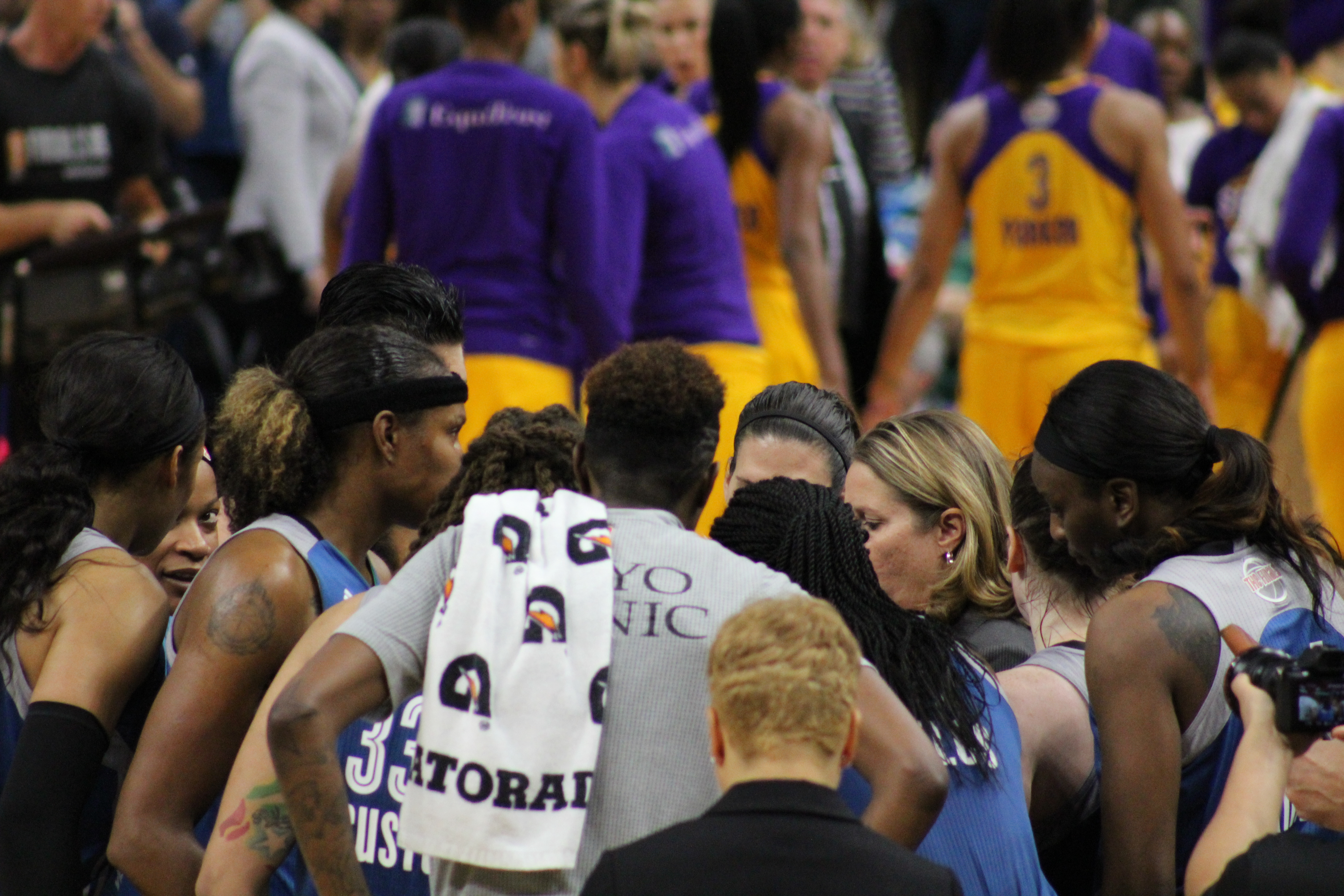
Un temps-mort durant les Finales WNBA 2016.

Les deux meilleurs bilans de la ligue se retrouvent dans les Finales WNBA bien que de la même conférence, validant comme judicieuse la nouvelle formule des play-offs. Sylvia Fowles inscrit 18 points et prend 13 rebonds. Lindsay Whalen score elle aussi 18 points tout comme Maya Moore qui surpasse Diana Taurasi comme meilleure scoreuse de l'histoire des Finales WNBA. Frustrée de ne pas avoir été retenue dans l'équipe olympique, Candace Parker réussit 5 tirs sur 12 tentatives dont un à trois points pour ses premières Finales et attire la défense du Lynx, créant ainsi des espaces pour Kristi Toliver et Chelsea Gray (12 points). Toliver inscrit un tir à trois minutes de la fin de la rencontre pour donner à Los Angeles un avantage de trois points (74-71) sur le terrain du Lynx. Moore égalise à 76 partout à 24,7 secondes de la fin, mais sur l'attaque suivante la défense des Sparks étant concentrée sur Candace Parker et Nneka Ogwumike dans la raquette, Alana Beard reçoit démarquée la balle dans le coin par Chelsea Gray et inscrit le panier pour sceller une victoire 78 à 76 à Minneapolis.
| 11 octobre 2016 | Feuille de match | Lynx du Minnesota                                                       | 79-60                    | Sparks de Los Angeles                           |  | Target Center, Minneapolis Affluence : 12 832 Arbitres : #39 Michael Price, #7 Billy Smith, #42 Roy Gulbeyan | ESPN2 |
| 11 octobre 2016 | Feuille de match | Score par quart-temps : 18-14, 21-11, 15-21, 25-14                      |                          |                                                 |  | Target Center, Minneapolis Affluence : 12 832 Arbitres : #39 Michael Price, #7 Billy Smith, #42 Roy Gulbeyan | ESPN2 |
| 11 octobre 2016 | Feuille de match | Score par mi-temps : 39-25, 40-35                                       |                          |                                                 |  | Target Center, Minneapolis Affluence : 12 832 Arbitres : #39 Michael Price, #7 Billy Smith, #42 Roy Gulbeyan | ESPN2 |
| 11 octobre 2016 | Feuille de match | Moore 21 Fowles 15 Fowles 4                                             | Points Rebonds Passes d. | Ogwumike 14 Ogwumike 12 Parker, Beard, Carson 3 |  | Target Center, Minneapolis Affluence : 12 832 Arbitres : #39 Michael Price, #7 Billy Smith, #42 Roy Gulbeyan | ESPN2 |
| 11 octobre 2016 | Feuille de match | Le Lynx du Minnesota et les Sparks de Los Angeles sont à égalité 1 à 1. |                          |                                                 |  | Target Center, Minneapolis Affluence : 12 832 Arbitres : #39 Michael Price, #7 Billy Smith, #42 Roy Gulbeyan | ESPN2 |

Après le revers sur son parquet lors de la première manche, le Lynx réagit avec la manière (13 rebonds offensifs) avec notamment Maya Moore qui compile 21 points et 12 rebonds et Sylvia Fowles qui règne sous les panneaux avec 15 rebonds. Limitées à 32,9 % d'adresse, les Sparks manquent 17 de leurs 20 tirs à trois points. Seule Nneka Ogwumike surnage avec 14 points à 83 % de réussite (mais en seulement six tirs et deux points inscrits dans le dernier quart) et 12 rebonds quand sa équipière Candace Parker est limitée à 6 points. Los Angeles inflige bien un 14-0 à Minnesota, mais Augustus et Moore mettent rapidement un terme aux espoirs de leurs adversaires pour l'emporter 79 à 60 et égaliser dans la série.
| 14 octobre 2016 | Feuille de match | Sparks de Los Angeles                              | 92-75                    | Lynx du Minnesota                  |  | Galen Center, Los Angeles Affluence : 8 093 Arbitres : #45 Tom Mauer, #55 Eric Brewton, #31 Amy Bonner | ESPN2 |
| 14 octobre 2016 | Feuille de match | Score par quart-temps : 32-17, 16-23, 22-18, 22-17 |                          |                                    |  | Galen Center, Los Angeles Affluence : 8 093 Arbitres : #45 Tom Mauer, #55 Eric Brewton, #31 Amy Bonner | ESPN2 |
| 14 octobre 2016 | Feuille de match | Score par mi-temps : 48-40, 44-35                  |                          |                                    |  | Galen Center, Los Angeles Affluence : 8 093 Arbitres : #45 Tom Mauer, #55 Eric Brewton, #31 Amy Bonner | ESPN2 |
| 14 octobre 2016 | Feuille de match | Parker 24 Ogwumike, Parker 9 Beard 7               | Points Rebonds Passes d. | Fowles, Brunson 14 Moore 7 Moore 5 |  | Galen Center, Los Angeles Affluence : 8 093 Arbitres : #45 Tom Mauer, #55 Eric Brewton, #31 Amy Bonner | ESPN2 |
| 14 octobre 2016 | Feuille de match | Les Sparks de Los Angeles mènent la série 2 à 1.   |                          |                                    |  | Galen Center, Los Angeles Affluence : 8 093 Arbitres : #45 Tom Mauer, #55 Eric Brewton, #31 Amy Bonner | ESPN2 |

| 16 octobre 2016 | Feuille de match | Sparks de Los Angeles                                                   | 79-85                    | Lynx du Minnesota                    |  | Staples Center, Los Angeles Affluence : 12 885 Arbitres : #42 Roy Gulbeyan, #34 Maj Forsberg, #18 Kurt Walker | ESPN2 |
| 16 octobre 2016 | Feuille de match | Score par quart-temps : 20-22, 20-24, 19-19, 20-20                      |                          |                                      |  | Staples Center, Los Angeles Affluence : 12 885 Arbitres : #42 Roy Gulbeyan, #34 Maj Forsberg, #18 Kurt Walker | ESPN2 |
| 16 octobre 2016 | Feuille de match | Score par mi-temps : 40-46, 39-39                                       |                          |                                      |  | Staples Center, Los Angeles Affluence : 12 885 Arbitres : #42 Roy Gulbeyan, #34 Maj Forsberg, #18 Kurt Walker | ESPN2 |
| 16 octobre 2016 | Feuille de match | Gray 20 Ogwumike 8 Beard 4                                              | Points Rebonds Passes d. | Moore 31 Fowles 13 Augustus, Moore 5 |  | Staples Center, Los Angeles Affluence : 12 885 Arbitres : #42 Roy Gulbeyan, #34 Maj Forsberg, #18 Kurt Walker | ESPN2 |
| 16 octobre 2016 | Feuille de match | Le Lynx du Minnesota et les Sparks de Los Angeles sont à égalité 2 à 2. |                          |                                      |  | Staples Center, Los Angeles Affluence : 12 885 Arbitres : #42 Roy Gulbeyan, #34 Maj Forsberg, #18 Kurt Walker | ESPN2 |

Devant leur public, parmi lequel se trouvent le propriétaire Magic Johnson et l'ex-star NBA Kobe Bryant, les Sparks ne parviennent pas à accrocher leur premier titre depuis 2002. Dans un match intense, Maya Moore inscrit 31 points alors que Parker et Ogwumike sont bien défendues. Sortie du banc, Chelsea Gray est la meilleure marqueuse de Los Angeles avec 20 points à 6 tirs réussis sur 11. Les Sparks, menées 77 à 72, s'en remettent à Gray qui inscrit un panier à trois points pour ramener les siennes à 2 points. Après que les deux équipes aient marqué chacun un panier, le Lynx éprouve des difficultés à passer le milieu de terrain et semble violer la règle des 8 secondes sans qu'elle ne soit sifflée. L'écart demeure quand Maya Moore vole la balle des mains d'Ogwumike à quelques secondes de la fin de la rencontre. Elle ne tremble pas aux lancers-francs (11/12) et le Lynx parvient à égaliser et obtenir une cinquième manche dans le Minnesota.
| 20 octobre 2016 | Feuille de match | Lynx du Minnesota                                            | 76-77                    | Sparks de Los Angeles                 |  | Target Center, Minneapolis Affluence : 19 423 Arbitres : #30 Tom Nunez, #55 Eric Brewton, #31 Amy Bonner | ESPN2 |
| 20 octobre 2016 | Feuille de match | Score par quart-temps : 18-17, 18-11, 21-26, 21-23           |                          |                                       |  | Target Center, Minneapolis Affluence : 19 423 Arbitres : #30 Tom Nunez, #55 Eric Brewton, #31 Amy Bonner | ESPN2 |
| 20 octobre 2016 | Feuille de match | Score par mi-temps : 36-28, 42-49                            |                          |                                       |  | Target Center, Minneapolis Affluence : 19 423 Arbitres : #30 Tom Nunez, #55 Eric Brewton, #31 Amy Bonner | ESPN2 |
| 20 octobre 2016 | Feuille de match | Moore 23 Fowles 9 Moore 11                                   | Points Rebonds Passes d. | Parker 28 Ogwumike, Parker 12 Beard 6 |  | Target Center, Minneapolis Affluence : 19 423 Arbitres : #30 Tom Nunez, #55 Eric Brewton, #31 Amy Bonner | ESPN2 |
| 20 octobre 2016 | Feuille de match | Les Sparks de Los Angeles remportent les Finales WNBA 3 à 2. |                          |                                       |  | Target Center, Minneapolis Affluence : 19 423 Arbitres : #30 Tom Nunez, #55 Eric Brewton, #31 Amy Bonner | ESPN2 |

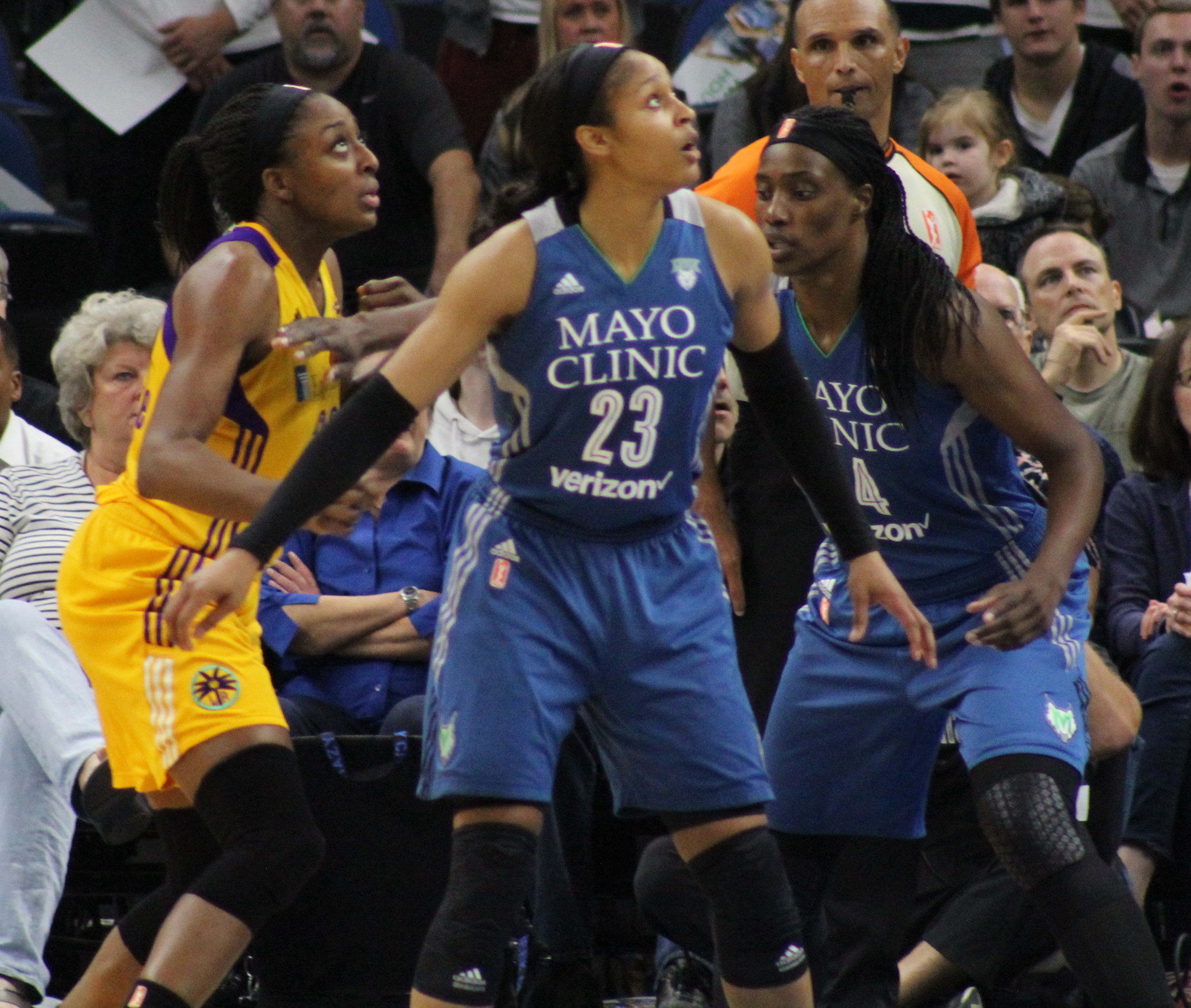
Ogwumike, Moore et Fowles pendant les Finales WNBA.

Malgré l'avantage du terrain pour cette rencontre décisive, le Lynx ne parvient pas à s'imposer au terme d'une rencontre haletante, avec des paniers improbables, des rebonds clés, des interceptions cruciales et une controverse due à un tir tenté dans les dernières minutes après l'expiration des 24 secondes de possession, témoignant de deux équipes d'un talent très proche. Cinq fois finaliste sur les six dernières saisons, le Lynx affronte des Sparks présentes pour la première fois de la décennie à ce niveau. Pour se motiver, l'équipe de Los Angeles avait visionné le documentaire Bad Boys sur l'émergence des Pistons de Détroit avec leur doublé de 1989 et 1990 conquis après les deux victoires successives des Lakers de Los Angeles venues couronner une décennie au plus haut niveau de la NBA. Les 19 423 spectateurs du Target Center n'ont pas vu leur équipe établir une dynastie en gagnant leur second titre de rang et en rejoignant les quatre succès des Comets de Houston. Le panier décisif de Nneka Ogwumike réussi à 3,1 secondes de la fin du temps règlementaire a dissipé les espoirs de Minnesota, surpris dans les derniers instants du match, comme déjà lors de la première manche. Déçue mais sportive, Maya Moore (23 points, 11 passes décisives et 6 rebonds) félicite les nouvelles championnes : « L'équipe qui a gagné la rencontre a mérité sa victoire. C'est juste difficile d'en avoir été si près. Le public a été incroyable et nous sommes reconnaissantes de ce soutien pour l'énergie qu'elle nous a procuré et nous avons tout donné ».
La rencontre avait bien débuté pour les locales qui mènent 34 à 28 à la pause alors qu'Ogwumike est gênée par les fautes commises, mais les Angelinos se montrent les plus tranchantes dans le troisième quart-temps remporté 26 à 21. Un lay-up de Candace Parker donne à son équipe un avantage de 71 à 63 avec 3 minutes et 6 secondes restant à jouer. Le Lynx réagit en infligeant un 8-0 initié par une interception de Lindsay Whalen, pour égaliser à 71 partout. Il ne reste que 72 secondes quand Ogwumike réussit un tir qui s'avère avoir été déclenché au-delà de la limite des 24 secondes, mais qui a bien été accordé par les arbitres. Seimone Augustus parvient à égaliser sur un tir. Rebekkah Brunson obtient deux lancers francs mais n'en convertit qu'un seul. Parker redonne l'avantage aux Sparks avec un lay-up à 19,7 secondes de la fin du match, mais Maya Moore réplique avec un tir proche da la ligne de fond. Le Lynx mène 76 à 75 quand Chelsea Gray, qui avait inscrit six points importants au début du quart temps, manque une occasion sur une pénétration. Ogwumike capte le rebond et voit son tir contré par Sylvia Fowles, mais Ogwumike se saisit une seconde fois du rebond offensif. Elle ne loupe pas sa cible à 3 secondes du buzzer. Le Lynx manque la dernière action et perd son titre. La saison WNBA se conclut sur des finales très disputées entre deux équipes de la même conférence, validant la nouvelle formule des play-offs introduite par la ligue.

## Statistiques et récompenses

### Leaders de la saison régulière
| Catégorie                  | Joueuse          | Équipe                | Statistiques |
| -------------------------- | ---------------- | --------------------- | ------------ |
| Points par match           | Tina Charles     | Liberty de New York   | 21,5         |
| Rebonds par match          | Tina Charles     | Liberty de New York   | 9,9          |
| Passes décisives par match | Sue Bird         | Storm de Seattle      | 5,8          |
| Interceptions par match    | Tamika Catchings | Fever de l'Indiana    | 1,8          |
| Contres par match          | Brittney Griner  | Mercury de Phoenix    | 3,1          |
| % aux tirs                 | Nneka Ogwumike   | Sparks de Los Angeles | 66,5 %       |
| % aux lancers francs       | Shenise Johnson  | Fever de l'Indiana    | 93,8 %       |
| % à 3 points               | Emma Meesseman   | Mystics de Washington | 44,8 %       |

### Récompenses individuelles
| trophée                                 | Joueuse            | Équipe                |
| --------------------------------------- | ------------------ | --------------------- |
| Meilleure joueuse de la saison          | Nneka Ogwumike     | Sparks de Los Angeles |
| MVP des Finales                         | Candace Parker     | Sparks de Los Angeles |
| Rookie de l'année                       | Breanna Stewart    | Storm de Seattle      |
| Meilleure défenseure de la saison       | Sylvia Fowles      | Lynx du Minnesota     |
| Meilleure sixième femme de la WNBA      | Jantel Lavender    | Sparks de Los Angeles |
| Meilleure progression des joueuses WNBA | Elizabeth Williams | Sun du Connecticut    |
| Retour de l'année                       | Chiney Ogwumike    | Sun du Connecticut    |
| Entraîneur de l'année                   | Cheryl Reeve       | Lynx du Minnesota     |
| Trophée Kim Perrot de la sportivité     | Tamika Catchings   | Fever de l'Indiana    |

### Récompenses collectives
La WNBA désigne également deux meilleures équipes de la ligue, deux meilleures équipes défensives et l'équipe des débutantes.
| trophée                              | Joueuses, équipe, points |
| ------------------------------------ | --- |
| Meilleur cinq de la WNBA             | Nneka Ogwumike (Sparks de Los Angeles), 195 points Tina Charles (Liberty de New York), 193 points Maya Moore (Lynx du Minnesota), 185 points Elena Delle Donne (Sky de Chicago), 162 points Sue Bird (Storm de Seattle), 128 points           |
| Second meilleur cinq de la WNBA      | Angel McCoughtry (Dream d'Atlanta), 122 points Breanna Stewart (Storm de Seattle), 117 points Sylvia Fowles (Lynx du Minnesota), 89 points Diana Taurasi (Mercury de Phoenix), 86 points Jewell Loyd (Storm de Seattle), 48 points            |
| Meilleur cinq défensif de la WNBA.   | Alana Beard (Sparks de Los Angeles), 55 points Angel McCoughtry (Dream d'Atlanta), 37 points Nneka Ogwumike (Sparks de Los Angeles), 37 points Sylvia Fowles (Lynx du Minnesota), 35 points Briann January (Fever de l'Indiana), 34 points    |
| Second cinq défensif de la WNBA      | Brittney Griner (Mercury de Phoenix), 34 points Tamika Catchings (Fever de l'Indiana), 33 points Breanna Stewart (Storm de Seattle), 25 points Tanisha Wright (Liberty de New York), 21 points Jasmine Thomas (Sun du Connecticut), 15 points |
| Meilleur cinq des rookies de la WNBA | Breanna Stewart (Storm de Seattle) Moriah Jefferson (Stars de San Antonio) Aerial Powers (Wings de Dallas) Tiffany Mitchell (Fever de l'Indiana) Imani Boyette (Sky de Chicago)                                                               |

### Récompenses
La WNBA désigne au cours de la saison régulière des récompenses individuelles, comme la meilleure joueuse de la semaine ou la meilleure joueuse du mois.
Chaque semaine, la WNBA élit la meilleure joueuse dans chacune des deux conférences.
| Semaine                | Conférence Est        | Conférence Est        | Conférence Ouest   | Conférence Ouest      |
| Semaine                | Joueuse               | Franchise             | Joueuse            | Franchise             |
| ---------------------- | --------------------- | --------------------- | ------------------ | --------------------- |
| 14 au 22 mai           | Tina Charles          | Liberty de New York   | Maya Moore         | Lynx du Minnesota     |
| 23 au 29 mai           | Angel McCoughtry      | Dream d'Atlanta       | Candace Parker     | Sparks de Los Angeles |
| 29 mai au 5 juin       | Tina Charles (2)      | Liberty de New York   | Maya Moore (2)     | Lynx du Minnesota     |
| 6 au 12 juin           | Emma Meesseman        | Mystics de Washington | Nneka Ogwumike     | Sparks de Los Angeles |
| 13 au 19 juin          | Tina Charles (3)      | Liberty de New York   | Candace Parker (2) | Sparks de Los Angeles |
| 20 au 26 juin          | Tina Charles (4)      | Liberty de New York   | Diana Taurasi      | Mercury de Phoenix    |
| 27 juin au 3 juillet   | Tina Charles (5)      | Liberty de New York   | Nneka Ogwumike (2) | Sparks de Los Angeles |
| 4 au 10 juillet        | Angel McCoughtry (2)  | Dream d'Atlanta       | Maya Moore (3)     | Lynx du Minnesota     |
| 11 au 17 juillet       | Elena Delle Donne     | Sky de Chicago        | Nneka Ogwumike (3) | Sparks de Los Angeles |
| 18 au 22 juillet       | Tina Charles (6)      | Liberty de New York   | Nneka Ogwumike (4) | Sparks de Los Angeles |
| 26 août au 4 septembre | Elena Delle Donne (2) | Sky de Chicago        | Nneka Ogwumike (5) | Sparks de Los Angeles |
| 5 au 11 septembre      | Tina Charles (7)      | Liberty de New York   | Breanna Stewart    | Storm de Seattle      |
| 12 au 18 septembre     | Jasmine Thomas        | Sun du Connecticut    | Nneka Ogwumike (6) | Sparks de Los Angeles |

Chaque mois depuis la saison 2010, la WNBA élit la meilleure joueuse dans chacune des deux conférences.
| Mois      | Conférence Est   | Conférence Est      | Conférence Ouest   | Conférence Ouest      |
| Mois      | Joueuse          | Franchise           | Joueuse            | Franchise             |
| --------- | ---------------- | ------------------- | ------------------ | --------------------- |
| mai       | Tina Charles     | Liberty de New York | Maya Moore         | Lynx du Minnesota     |
| juin      | Tina Charles (2) | Liberty de New York | Nneka Ogwumike     | Sparks de Los Angeles |
| juillet   | Tina Charles (3) | Liberty de New York | Nneka Ogwumike (2) | Sparks de Los Angeles |
| septembre | Tina Charles (4) | Liberty de New York | Maya Moore (2)     | Lynx du Minnesota     |

De même, chaque mois, la WNBA élit la meilleure rookie (débutante ou recrue) de la ligue.
| Mois      | Joueuse             | Franchise        |
| --------- | ------------------- | ---------------- |
| mai       | Breanna Stewart     | Storm de Seattle |
| juin      | Breanna Stewart (2) | Storm de Seattle |
| juillet   | Breanna Stewart (3) | Storm de Seattle |
| septembre | Breanna Stewart (4) | Storm de Seattle |

## Pour approfondir